# Fidelis Scheu
Fidelis Scheu (* 30. Mai 1780 in Donaueschingen; † 10. Juli 1830 in Marienbad) war ein deutschböhmischer Mediziner, Balneologe und Fachschriftsteller.

## Leben
Scheus Vater war Beamter auf den Besitzungen der Fürsten von Fürstenberg, zunächst in Donaueschingen in Baden-Württemberg, später in Nordböhmen. Nach dem Studium der Philosophie und Medizin an der Karlsuniversität Prag und der Universität Wien wurde Fidelis 1807 in Prag zum Doktor der Medizin promoviert. Anschließend arbeitete er als Stadtphysikus auf der Prager Kleinseite und war 1813 Stadtarzt in Rumburg.
1820 wurde er Nachfolger von Johann Joseph Nehr (1757–1820) als Klosterarzt der Prämonstratenserabtei Stift Tepl und Brunnen- und Badearzt im stiftseigenen Kurort Marienbad. Dort lernte er Johann Wolfgang von Goethe kennen, mit dem er bis zu seinem Tode befreundet blieb. Aus seinen Erfahrungen vor Ort verfasste er eine Reihe medizinischer Schriften, die er teilweise als Bücher, teilweise in medizinischen Zeitschriften wie Hufeland’s Journal veröffentlichte.

## Werke
- Über Krankheits-Anlagen der Menschen. Wien 1821.
- Meine Betrachtungen über die Wirkungen der Heilquellen von Marienbad und die der Trinkquellen daselbst, Prag 1821, 2. Auflage 1825.
- Über die chronischen Krankheiten des männlichen Alters, ihre Vorbeugung und Heilung. Leipzig 1826.
- Die Heilkräfte Marienbads durch eine Reihe Krankheitsgeschichten dargestellt. Eger (Cheb) 1830.